# Baya Bouzar
Baya Bouzar (em árabe , باية بوزار ), conhecida também por Biyouna (13 de setembro de 1952 (65 anos) é uma cantora, dançarina e actriz argelina, nascida em Belcourt, hoje Belouizdad, Argel, Argélia.

## Biografia
Como ela teve uma paixão muito cedo por cantar, ela foi membro de vários grupos: primeiro no grupo de Fadhéla Dziria onde tocou pandeiro, outro que dirigiu com sua parceira Flifla e, finalmente, onde estava a principal vocalista e se tornou solicitada para recepções de casamento.
Aos 17 anos, ele começou a tocar em alguns dos maiores cabarés da cidade e às 19 anos começou a dançar em Copacabana.

### Carreira de atuação
No mesmo ano, o director Mustapha Badie deu-lhe um papel de canto em sua primeira telenovela, "La Grande Maison (1973)". Este show foi adaptado de uma novela de Mohammed Dib. Ela tornou-se famosa graças a esse papel.
Ele apareceu em dois filmes argelinos: "Leila e os outros", de Sid Ali Mazif em 1978, e "El vecino", de Ghaouti Bendedouche, em 2000. Ele também fez alguns shows para apenas uma mulher.
Em 1999, Nadir Moknèche ofereceu-lhe o papel de Meriem em "Harem de Madame Osmane", que ela produziu na França. Este filme foi seguido por Viva Laldjéri em 2003. Entre 2002 e 2005, Biyouna conseguiu uma trilogia baseada no tema do Ramadão chamado Nass Mlah City .
Ele apareceu no último filme de Nadir Mokneche, Délice Paloma, onde interpretou o personagem principal, a mafiosa Madame Aldjeria. Em 2006, ela interpretou o papel de Coryphée em Electra de Sophocles com Jane Birkin em uma ópera dirigida por Philippe Calvaio. Em 2007, ele teve um pequeno papel no filme argelino "Rendez-vous avec le destin".
Em 2009, ela actuou em La Celestina no "Vingtième Théâtre" em Paris. Para o Ramadão de 2010, Biyouna foi uma das estrelas em uma comédia transmitida pela Nessma TV, "Nsibti Laaziza".

## Carreira musical
Enquanto isso, ela continuou sua carreira como cantora e em 2001 lançou o álbum "Raid Zone", produzido com o compositor John Bagnolett. Após o sucesso deste álbum e sua participação na Ópera de Casbah de Jérome Savary, ela lançou outro álbum chamado Blonde dans la casbah. Ela estava planeando esse álbum por um tempo. Biyouna aproveitou seu tempo, escolhendo cuidadosamente um repertório franco-argelino que explorou ambas as culturas.

## Vida pessoal
Ela mora com seu marido e quatro filhos em um subúrbio de Argel.

## Discografia
- 2001: Raid Zone
- 2007: Blonde dans la Casbah

### Simples
- "Pamela" (2001)
- "Les yeux noirs" (2002)
- "In her eyes" (2002)
- "Tu es ma vie" (2002)
- "Maoudlik" (2003)
- "Taali" (2006)
- "Une Blonde Platine dans la Casbah "  (2007)
- "Demain tu te maries" (2007)
- "Merci pour tout (c'que j'n'ai pas)" (2007)
- "El Bareh" (2008)
- "Tsaabli ouetmili" (2008)

## Filmografia

### Cinema
| Ano  | Título                                    | Notas |
| ---- | ----------------------------------------- | ----- |
| 1978 | Leila et les autres                       |       |
| 1979 | Le Chat                                   |       |
| 1999 | Le Harem de madame Osmane                 |       |
| 2001 | La voisine                                |       |
| 2003 | Viva Laldjérie                            |       |
| 2004 | Beur blanc rouge                          |       |
| 2005 | Rue des figuiers                          |       |
| 2007 | Delice Paloma                             |       |
| 2008 | Garçon manqué                             |       |
| 2009 | Aïcha                                     |       |
| 2010 | Il reste du jambon ?                      |       |
| 2010 | Holiday                                   |       |
| 2011 | Aïcha 2                                   |       |
| 2011 | The Source (2011 film)                    |       |
| 2011 | Beur sur la ville                         |       |
| 2011 | Aïcha 3                                   |       |
| 2012 | Aïcha 4                                   |       |
| 2013 | Cheba Louisa                              |       |
| 2013 | Mohamed Dubois                            |       |
| 2013 | Les Reines du ring                        |       |
| 2014 | Amour sur place ou à emporter : le film ! |       |

### Tv
| Ano  | Título              | Notas        |
| ---- | ------------------- | ------------ |
| 1973 | La Grande Maison    |              |
| 2003 | Grand plongeoir, Le |              |
| 2003 | Nass Mlah City      | 32 episódios |
| 2004 | Nass Mlah City 2    | 32 episódios |
| 2006 | Nass Mlah City 3    | 55 episódios |
| 2007 | La Commune          |              |
| 2007 | On n'est pas couché | 1 episódio   |
| 2009 | Nessma TV (Zorroh)  |              |
| 2010 | One person show     | 30 episódios |
| 2012 | La Baie d'Alger     |              |

### Teatro
| Ano  | Título       | Papel     | Notas              |
| ---- | ------------ | --------- | ------------------ |
| 2009 | La Celestina | Celestina |                    |
| 2012 | Biyouna !    | Biyouna   | em Théâtre Marigny |